# 중앙경찰학교

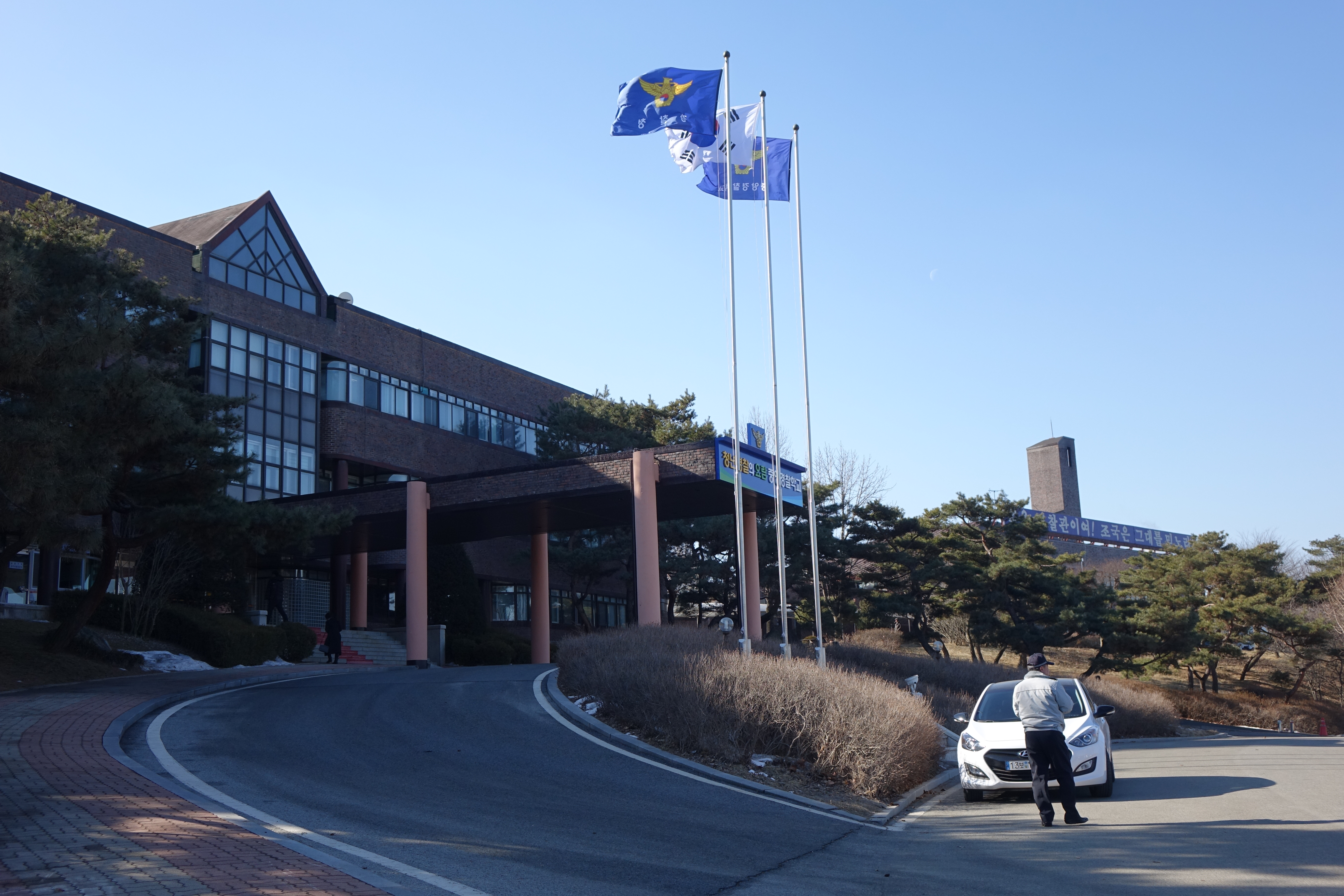
중앙경찰학교 본관

중앙경찰학교(中央警察學校, Central Police Academy)는 경찰공무원으로 임용될 자에 대한 교육훈련을 관장하는 대한민국 경찰청의 소속기관이다. 1987년 9월 3일 발족하였으며, 충청북도 충주시 수안보면 수회리로 138에 위치하고 있다. 교장은 치안감으로 보한다.

## 연혁
- 1984년 5월 17일: 경찰학교 설립계획 대통령 인가.
- 1987년 9월 3일: 내무부 소속으로 경찰종합학교 설치.
- 1987년 9월 18일: 경찰종합학교 개교.
- 1991년 7월 31일: 경찰청 소속으로 변경.[4]

## 조직

### 교장
- 운영지원과[5]
- 교무과[6]
- 학생과[7]

## 역대 기관장

### 중앙경찰학교장
| 대수     | 이름           | 임기                                | 비고 |
| -------- | -------------- | ----------------------------------- | ---- |
| 초대     | 옥기진         | 1986년 1월 17일 ~ 1986년 10월 26일  |      |
| 2대      | 지의택         | 1986년 10월 26일 ~ 1988년 9월 27일  |      |
| 3대      | 여관구         | 1989년 2월 28일 ~ 1989년 9월 1일    |      |
| 4대      | 남상용         | 1989년 9월 2일 ~ 1990년 11월 9일    |      |
| 5대      | 김영두         | 1991년 1월 3일 ~ 1992년 7월 21일    |      |
| 6대      | 기세익         | 1992년 7월 22일 ~ 1993년 3월 14일   |      |
| 7대      | 박일용         | 1993년 3월 15일 ~ 1993년 9월 22일   |      |
| 8대      | 유상식         | 1993년 9월 23일 ~ 1994년 6월 1일    |      |
| 9대      | 이필우         | 1994년 6월 2일 ~ 1994년 12월 27일   |      |
| 10대     | 김문탁         | 1994년 12월 28일 ~ 1995년 3월 28일  |      |
| 11대     | 이희호         | 1995년 7월 6일 ~ 1995년 12월 11일   |      |
| 12대     | 최남진         | 1995년 12월 12일 ~ 1996년 12월 26일 |      |
| 13대     | 박희원         | 1996년 12월 27일 ~ 1998년 1월 14일  |      |
| 14대     | 김덕순         | 1998년 1월 15일 ~ 1998년 12월 31일  |      |
| 15대     | 서재관         | 1999년 1월 28일 ~ 1999년 6월 13일   |      |
| 16대     | 김재희         | 1999년 6월 14일 ~ 1999년 11월 19일  |      |
| 17대     | 조창래         | 1999년 11월 20일 ~ 2000년 12월 6일  |      |
| 18대     | 김종언         | 2000년 12월 7일 ~ 2001년 4월 16일   |      |
| 19대     | 박만순         | 2001년 5월 1일 ~ 2001년 11월 15일   |      |
| 20대     | 허준영(許准榮) | 2001년 11월 16일 ~ 2002년 11월 17일 |      |
| 21대     | 황학연         | 2002년 11월 18일 ~ 2003년 3월 28일  |      |
| 22대     | 김상봉         | 2003년 3월 29일 ~ 2004년 1월 11일   |      |
| 23대     | 이병진(李秉珍) | 2004년 1월 12일 ~ 2005년 1월 24일   |      |
| 24대     | 서영호         | 2005년 1월 25일 ~ 2005년 5월 20일   |      |
| 25대     | 이한선         | 2005년 6월 17일 ~ 2006년 2월 20일   |      |
| 26대     | 송강호         | 2006년 2월 21일 ~ 2006년 12월 3일   |      |
| 27대     | 윤재옥(尹在玉) | 2006년 12월 4일 ~ 2007년 7월 2일    |      |
| 28대     | 윤시영         | 2007년 7월 4일 ~ 2008년 3월 6일     |      |
| 29대     | 이명규         | 2008년 3월 7일 ~ 2009년 3월 11일    |      |
| 30대     | 김수           | 2009년 3월 12일 ~ 2010년 1월 7일    |      |
| 31대     | 박진현         | 2010년 1월 8일 ~ 2010년 12월 5일    |      |
| 32대     | 박웅규         | 2010년 12월 6일 ~ 2011년 11월 27일  |      |
| 33대     | 구은수         | 2011년 11월 28일 ~ 2012년 2월 29일  |      |
| 34대     | 홍성삼         | 2012년 3월 28일 ~ 2013년 4월 10일   |      |
| 35대     | 조길형(趙吉衡) | 2013년 4월 12일 ~ 2013년 9월 30일   |      |
| 36대     | 최종헌         | 2013년 12월 4일 ~ 2014년 12월 3일   |      |
| 37대     | 박경민(朴勍民) | 2014년 12월 4일 ~ 2015년 12월 28일  |      |
| 38대     | 김양제         | 2015년 12월 29일 ~ 2016년 11월 30일 |      |
| 39대     | 장향진         | 2016년 12월 1일 ~ 2017년 1월 19일   |      |
| 40대     | 강인철         | 2017년 1월 20일 ~ 2017년 12월 12일  |      |
| 41대     | 박건찬         | 2017년 12월 13일 ~ 2018년 12월 3일  |      |
| 42대     | 정창배         | 2018년 12월 4일 ~ 2019년 6월 19일   |      |
| 43대     | 이은정         | 2019년 6월 20일 ~ 2019년 12월 30일  |      |
| 44대     | 우종수         | 2020년 1월 1일 ~ 2020년 8월 7일     |      |
| 45대     | 최종문         | 2020년 8월 8일 ~ 2021년 1월 7일     |      |
| 46대     | 박지영         | 2021년 1월 8일 ~ 2021년 12월 16일   |      |
| 47대     | 이충호         | 2021년 12월 17일 ~ 2022년 6월 21일  |      |
| 48대     | 이명교         | 2022년 6월 22일 ~ 2023년 4월 7일    |      |
| 직무대리 | 이재영         | 2023년 4월 8일 ~ 2023년 10월 29일   |      |
| 49대     | 김준철         | 2023년 10월 30일 ~ 2024년 2월 4일   |      |
| 50대     | 최현석         | 2024년 2월 5일 ~ 2024년 8월 16일    |      |
| 직무대리 | 강상길         | 2024년 8월 16일 ~ 2025년 2월 9일    |      |
| 51대     | 최현석         | 2025년 2월 10일 ~                   |      |

## 교육과정

### 신임경찰교육
- 총 34주 과정으로 과정별 교육일수의 90% 이상을 수강하고 교육성적이 평균 60점 이상인 자에 대해 졸업을 허용한다.

## 교통편
- 중부내륙고속도로 괴산 나들목
- 중부내륙선 살미역